# Acacia zizyphispina
Acacia zizyphispina är en ärtväxtart som beskrevs av Emilio Chiovenda. Acacia zizyphispina ingår i släktet akacior, och familjen ärtväxter. Inga underarter finns listade i Catalogue of Life.